# Білл Форрестер
Білл Форрестер (англ. Bill Forrester, 18 грудня 1957) — американський плавець.
Призер Олімпійських Ігор 1976 року.
Чемпіон світу з водних видів спорту 1975, 1978 років.